# 白颊红嘴蜂鸟
，是雨燕目蜂鸟科的一种鸟类。
白颊红嘴蜂鸟体重约3.3克，翼长约47.8毫米，嘴峰长约20.1毫米，喙宽度约2.1毫米，喙厚度约2.1毫米，跗蹠长约4.4毫米，尾长约25.6毫米。白颊红嘴蜂鸟在其分布区内为留鸟，其栖息在密集的高大树木组成的森林中，食性为草食性，主要食物来源是植物的花蜜。

## 亚种
- ：分布于哥伦比亚至圭亚那、委内瑞拉南部和巴西北部。
- ：分布于秘鲁东部至玻利维亚东北部和巴西西部。
- ：分布于玻利维亚东部至巴拉圭北部和巴西西南部。
- ：分布于巴西东部沿海地区伯南布哥州至里约热内卢。
- ：分布于巴西东南沿海至阿根廷东北部。[4]